# Refuge animalier
 (octobre 2014).

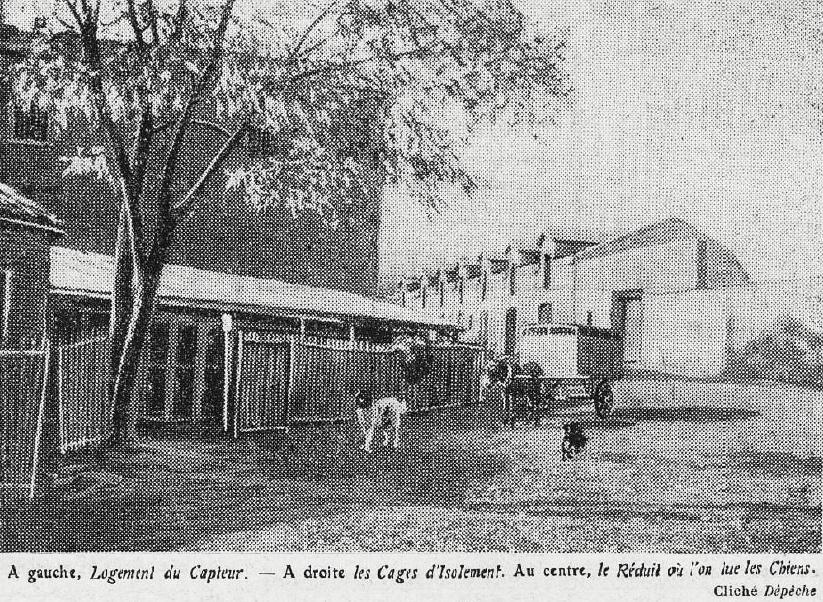
La fourrière municipale de Toulouse, en 1913.

Un refuge animalier est un endroit où sont accueillis les animaux de compagnie (chiens, chats, lapins, furets, oiseaux, reptiles, etc.), mais aussi parfois des équidés (chevaux, ânes et poneys) et des animaux de production (vaches, chèvres, moutons, cochons, volailles, etc.). Ils peuvent avoir été abandonnés pour différentes raisons telles que la maladie ou la désaffection de l'animal, ou avoir été sauvés d'un accident ou d'un propriétaire dangereux. Ces animaux secourus peuvent être proposés à l'adoption. Pour se désengorger, certains refuges choisissent de recourir à l'euthanasie d'un animal qui tarde à être adopté. Les refuges d'animaux de production sont souvent désignés sous les termes de sanctuaire pour animaux de ferme ou sanctuaire antispéciste.

## En France
Un refuge peut être généraliste ou spécialisé dans une catégorie spécifique d'animaux. Sa forme juridique est généralement celle d'une association loi de 1901. L'administration chargée du contrôle des refuges sont les directions départementales des services vétérinaires (DDSV), service déconcentré du Ministère de l'Agriculture et généralement situé dans les locaux des préfectures.
Le terme « refuge » s'entend généralement pour les animaux domestiques ; en ce qui concerne l'accueil de la faune sauvage, on parle plutôt de « centre de sauvegarde » pour les établissements concernés.
Le refuge pour animaux est à distinguer à la fois : 
- des fourrières animales, qui capturent ou accueillent pendant un délai légal limité les animaux errants sur la voie publique (obligation légale de compétence communale, qui peut être exercée soit directement en régie municipale soit indirectement par délégation contractuelle - par une association ou soit par une société privée) ;
- des pensions privées, activité à but lucratif, accueillant de façon temporaire (de type vacances) des animaux de propriétaires (généralement sous forme de société).
- Des refuges d'animaux sauvages dont la finalité n'est pas l'adoption, mais le relâchement des animaux une fois adulte et en bonne santé, dans le but de préserver des espèces en danger. Il existe par exemple la Ligue pour la protection des oiseaux qui dispose de plusieurs refuges afin de préserver les oiseaux en voie d'extinction[1].
- Des sanctuaires antispécistes qui accueillent des animaux ayant échappé à l'abattoir, ou provenant d'élevages ou de laboratoires[2].
- Il existe plus de 500 refuges en France [3] accueillant généralement entre 10 et plusieurs centaines d'animaux pour les plus gros refuges, d'une ou de plusieurs espèces d'animaux domestiques (chats, chiens...).

Concernant les animaux sauvages, il existe quelques refuges pour eux en France, liés à des parcs zoologiques ou à l'activité de parcs zoologiques : 
- L'Espace Zoologique de Saint-Martin-la-Plaine, œuvrant depuis 1972 à l'accueil d'animaux sauvages, est l'un des premiers zoos à jouer le rôle de refuge. Ce parc zoologique de la Loire a créé l'association Tonga Terre d'Accueil en 2008, un refuge spécialisé dans l'accueil de primates et de lions, tigres, servals et caracals issus du trafic d'animaux ou de cirques. L'association n'est pas ouverte au public afin de préserver les animaux au calme. Le financement du refuge est pris en charge par le parc zoologique (avec les visites), les donateurs privés et les associations de protection animale.
- Le Refuge de l'Arche, fondé en 1974, accueille également des animaux sauvages issus de saisies, de laboratoires ou de particuliers. Les visiteurs et les dons permettent le fonctionnement de la structure. Cette structure est située en Mayenne.
- Elephant Haven, un sanctuaire situé au Limousin, est destiné à l'accueil d'éléphants de cirques ou de zoos depuis 2018.
- Le zoo La Tanière, propose depuis 2021, sur le même principe que le Refuge de l'Arche, un parc ouvert au public avec des animaux issus de cirques ou de laboratoires. Il est situé en Eure-et-Loir.

## Au Québec
Au Québec, il existe 4 types de refuges :
- Les SPCA
- Les SPA (Société de protection des animaux)
- Les refuges privés à but non lucratif
- Les services animaliers qui servent à la fois de refuges, de centre d'adoption, et de services élargis

Les services animaliers regroupent en général les services suivant :
- Service d'urgence

- Service d’enregistrement et identification des animaux, médailles, micropuces
- Location de cage
- Service de transport d’animal
- Prise en charge d’animaux perdus

Il y aurait 500 000 animaux abandonnés chaque année au Québec.
Ceci fait en sorte que la majorité des refuges souffrent souvent d'une surpopulation d'animaux.
À titre d'exemple, la SPCA de Montréal a reçu 16 308 animaux en 2015.
- 10427 chats
- 2530 chiens
- 2109 animaux de la faune
- 1242 animaux exotiques

Une liste de refuges québécois a été créée afin de réduire le nombre d'animaux abandonnés.